# Jurava, Lîpoveț
Jurava (în ucraineană Журава) este un sat în comuna Vahnivka din raionul Lîpoveț, regiunea Vinnița, Ucraina. Are 342 locuitori, preponderent ucraineni.

## Demografie
Componența lingvistică a localității Jurava
     Ucraineană (99,42%)
     Alte limbi (0,58%)
Conform recensământului din 2001, majoritatea populației localității Jurava era vorbitoare de ucraineană (99,42%), existând în minoritate și vorbitori de alte limbi.